# Хора Сватехо Шебестијана
Хора Сватехо Шебестијана (чеш. Hora Svatého Šebestiána) је насељено мјесто са административним статусом сеоске општине (чеш. obec) у округу Хомутов, у Устечком крају, Чешка Република.

## Становништво
Према подацима о броју становника из 2014. године насеље је имало 292 становника.